# Acciaio Hadfield

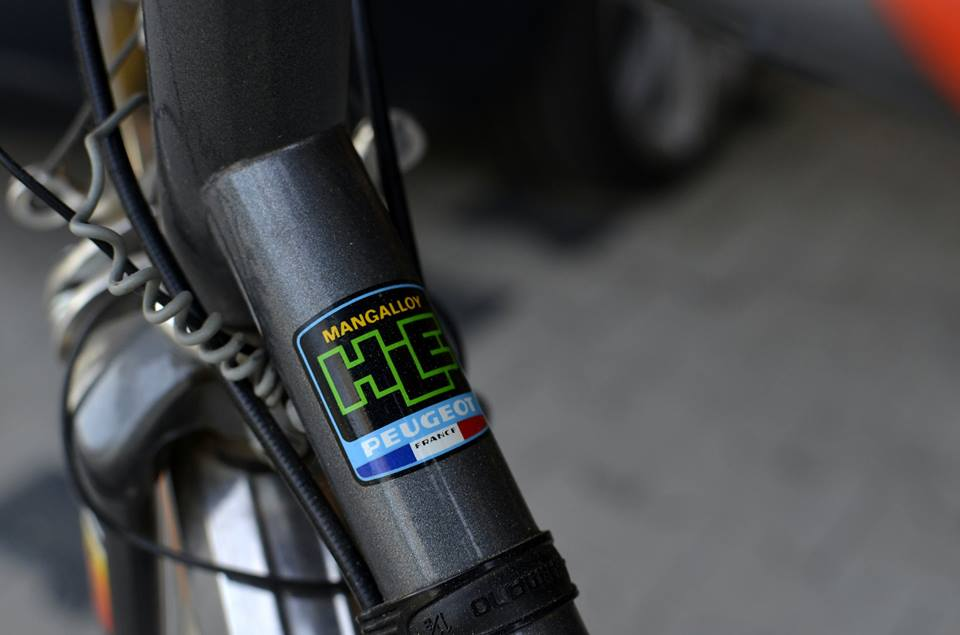
Etichetta di un telaio di bicicletta all'acciaio Hadfield

L'acciaio Hadfield (dal suo inventore Robert Hadfield), detto anche acciaio al manganese, è una lega di acciaio contenente in media circa il 13% di manganese. Questo materiale è noto per la sua elevata resistenza all'urto e all'abrasione.
È prodotto legando l'acciaio, contenente tra lo 0,8 e l'1,25% di carbonio, con circa l'11-15% di manganese. Sono acciai non magnetici, con ottime qualità di tenacità; hanno una microstruttura austenitica con struttura CFC, che garantisce tenacità dopo incrudimento. L'acciaio Hadfield viene utilizzato per costruire delle macine, poiché in esercizio incrudisce solo in superficie lasciando una struttura interna più dura. Anche se si usura, lo strato incrudito si rigenera.